# Ерзінджан (аеропорт)
Аеропорт Ерзінджан (тур. Erzincan Havalimanı)(IATA: ERC, ICAO: LTCD) — аеропорт, розташований у Ерзінджані, Туреччина.

## Авіалінії та напрямки, серпень 2023
| Авіакомпанія     | Пункт призначення              |
| ---------------- | ------------------------------ |
| AnadoluJet       | Анкара, Стамбул–Сабіха Гьокчен |
| Pegasus Airlines | Стамбул–Сабіха Гьокчен         |
| Turkish Airlines | Стамбул                        |

## Статистика
Див. джерело запитів Вікіданих та джерела.